# Кахо’оханохано, Энтони
Энтони Томас Кахо’оханохано (1930 — 1 сентября 1951) — американский солдат, погибший в бою 1 сентября 1951 в ходе Корейской войны. Был награждён высшей военной медалью США за храбрость — медалью Почёта.

## Биография
Родился на острове Мауи, Гавайи в семье полицейского. Один из семи детей (шесть братьев и сестра). Жил в Ваилуку, играл в футбол и баскетбол в школе св. Антония для мальчиков (сейчас известна как высшая школа св. Антония). В 1949 он окончил школу. Все шесть братьев Кахо’оханохано служили в вооружённых силах США. Энтони и трое других братьев в армии, один в корпусе морской пехоты и один в национальной гвардии.
1 сентября 1951 рядовой первого класса в роте Н, 2-го батальона, 17-го пехотного полка, 7-й пехотной дивизии Кахо’оханохано близ Чупа-ри находился во главе пулемётного отделения, осуществляя поддержку другой роты. Когда превосходящий в численности противник предпринял наступление он и его отделение отступили, чтобы занять более обороноспособную позицию. Несмотря на ранение в плечо Кахо’оханохано приказал своим людям удерживать позицию а сам стал собирать боеприпасы и вернулся на первоначальную позицию. Находясь там Кахо’оханохано в одиночку сдерживал вражеское наступление, израсходовав патроны сражался врукопашную сапёрной лопаткой пока не был убит. Позднее американцы контратакой вернули позицию и обнаружили вокруг тела Кахо’оханохано тринадцать убитых китайских солдат. За свои действия Кахо’оханохано был награждён посмертно крестом «За выдающиеся заслуги», второй высшей американской армейской награды.
Медаль была вручена его родителям в 1952 на Мауи.
В конце 1990-х брат покойного Абель Кахо’оханохано стал добиваться замены креста «За выдающиеся заслуги» на более высокую награду. После смерти Абеля делом продолжил заниматься его сын. После того как номинация 2001 года депутата платы представителей от Гавайев Пэтси Минк была отвергнута руководством армии семья Кахо’оханохано заручилась помощью сенатора Дэниэля Акаки, который снова выдвинул кандидатуру Кахо’оханохано. В марте 2009 министр армии Пит Грин сообщил сенатору, что после «тщательного личного рассмотрения» просьба была удовлетворена. 28 октября президент США Барак Обама подписал акт национальной обороны (H.R. 2647) на 2010 год.
Медаль почёта была официально вручена семье Кахо’оханохано на церемонии в Белом доме 2 мая 2011
.

## Наградная запись к кресту «За выдающиеся заслуги»
Президент Соединённых штатов согласно условиям акта конгресса, одобренному 9 июля 1918 берёт на себя честь наградить крестом «За выдающиеся заслуги» (посмертно)
Рядового первого класса Энтони Т. Кахо’оханохано RA-29040479
Армия США
За необычайный героизм в связи с военными действиями против вооружённого противника во время службы в роте Н, 2-го батальона, 17-го пехотного полка, 7-й пехотной дивизии рядовой первого класса Кахо’оханохано отличился благодаря необычайному героизму в бою против сил вражеского агрессора близ Чупа-ри, Корея 1 сентября 1951. В это день рядовой Кахо’оханохано находился во главе пулемётного отделения, поддерживающего оборонительную позицию роты F, когда превосходящий числом противник начал яростную атаку. Ввиду превосходства противника в численности возникла необходимость в ограниченном отступлении. Когда его люди стали отступать он приказал своему отделению занять более надёжную позицию и прикрыть огнём отступающие войска. Затем, несмотря на болезненное ранение в плечо, полученное в ходе первоначальной вражеской атаки он собрал гранаты и патроны и вернулся на свою первоначальную позицию, чтобы в одиночку встретить там врага. Когда противник сконцентрировал силы против его укрытия чтобы захватить позицию рядовой Кахо’оханохано смело и яростно сражался, ведя точный убийственный огонь по шеренгам наступающего противника. Когда у него закончились патроны он сражался врукопашную с противником пока не был убит. Своим героическим поведением он так вдохновил товарищей, что они предприняли контратаку, полностью отбросившую противника. Добравшись до позиции рядового Кахо’оханохано свои обнаружили 11 убитых солдат противника, лежавших перед его укреплением, и двоих внутри укрепления, забитых до смерти сапёрной лопаткой.
Оригинальный текст (англ.)
The President of the United States of America, under the provisions of the Act of Congress approved July 9, 1918, takes pride in presenting the DISTINGUISHED SERVICE CROSS (Posthumously) to
PRIVATE FIRST CLASS ANTHONY T. KAHOOHANOHANO, RA-29040479
UNITED STATES ARMY
CITATION:
For extraordinary heroism in connection with military operations against an armed enemy of the United Nations while serving with Company H, 2d Battalion, 17th Infantry Regiment, 7th Infantry Division. Private First Class KAHOOHANOHANO distinguished himself by extraordinary heroism in action against enemy aggressor forces in the vicinity of Chup'a-ri, Korea, on 1 September 1951. On that date, Private KAHOOHANOHANO was in charge of a machine-gun squad supporting the defensive positions of Company F when a numerically superior enemy force launched a fierce attack. Because of the overwhelming numbers of the enemy, it was necessary for the friendly troops to execute a limited withdrawal. As the men fell back, he ordered his squad to take up more tenable positions and provide covering fire for the friendly force. Then, although painfully wounded in the shoulder during the initial enemy assault, he gathered a supply of grenades and ammunition and returned to his original position to face the enemy alone. As the hostile troops concentrated their strength against his emplacement in an effort to overrun it, Private KAHOOHANOHANO fought fiercely and courageously, delivering deadly accurate fire into the ranks of the onrushing enemy. When his ammunition was depleted, he engaged the enemy in hand-to-hand combat until he was killed. His heroic stand so inspired his comrades that they launched a counterattack that completely repulse the enemy. Coming upon Private KAHOOHANOHANO's position, the friendly troops found eleven enemy soldiers lying dead before it and two in the emplacement itself, beaten to death with an entrenching shovel.

— 

## Наградная запись к медали Почёта
Президент Соединённых штатов от имени Конгресса берёт на себя честь наградить посмертно
Рядового первого класса Энтони Т. Кахо’оханохано
Армия США
За выдающуюся доблесть и отвагу при выполнении долга с риском для жизни: рядовой первого класса роты Н, 17-го пехотного полка, 7-й пехотной дивизии Энтони Т. Кахо’оханохано отличился благодаря выдающейся доблести и отваге при выполнении долга с риском для жизни близ Чупа-ри, Корея, 1 сентября 1951. В этот день рядовой первого класса Кахо’оханохано находился во главе пулемётного отделения, поддерживающего оборонительную позицию роты F, когда превосходящий числом противник предпринял свирепую атаку. Из-за подавляющего числа противника отряду пришлось совершить ограниченное отступление. После отступления людей рядовой первого класса Кахо’оханохано приказал своему отделению занять более обороноспособную позицию и прикрыть огнём отступающие силы своих. Несмотря на ранение в плечо, полученное в ходе первой вражеской атаки рядовой первого класса Кахо’оханохано отправился собирать гранаты и патроны и вернулся на свою первоначальную позицию, чтобы в одиночку встретить там врага. Когда противник сосредоточил свои силы против его огневой позиции в попытке захватить её рядовой первого класса Кахо’оханохано сражался яростно и мужественно, ведя точный убийственный огонь по шеренгам наступающего противника. Когда у него закончились патроны он сражался врукопашную с противником пока не был убит. Героическое поведение рядового первого класса Кахо’оханохано так вдохновило его людей что они предприняли контратаку полностью отбросившую противника. Когда свои добрались до позиции рядового первого класса Кахо’оханохано они обнаружили 11 убитых солдат противника, лежавших перед его укреплением и двоих внутри укрепления, убитых в рукопашном бою. Своим необычайным героизмом и самоотверженным посвящением долгу рядовой первого класса Кахо’оханохано поддержал высочайшие традиции военной службы и заслужил высокое отличие для себя, 7-й дивизии и армии США.
Оригинальный текст (англ.)
His Medal of Honor citation reads:
The President of the United States in the name of The Congress takes pride in presenting the MEDAL OF HONOR posthumously to
PRIVATE FIRST CLASS ANTHONY T. KAHO'OHANOHANO
UNITED STATES ARMY
CITATION:
For conspicuous gallantry and intrepidity at the risk of his life above and beyond the call of duty: Private First Class Anthony T. KAHO'OHANOHANO, Company H, 17th Infantry Regiment, 7th Infantry Division, distinguished himself by acts of gallantry and intrepidity above the call of duty in action against the enemy in the vicinity of Chupa-ri, Korea, on 1 September 1951. On that date, Private First Class KAHO'OHANOHANO was in charge of a machine-gun squad supporting the defensive positioning of Company F when a numerically superior enemy force launched a fierce attack. Because of the enemy's overwhelming numbers, friendly troops were forced to execute a limited withdrawal. As the men fell back, Private First Class KAHO'OHANOHANO ordered his squad to take up more defensible positions and provide covering fire for the withdrawing friendly force. Although having been wounded in the shoulder during the initial enemy assault, Private First Class KAHO'OHANOHANO gathered a supply of grenades and ammunition and returned to his original position to face the enemy alone. As the hostile troops concentrated their strength against his emplacement in an effort to overrun it, Private First Class KAHO'OHANOHANO fought fiercely and courageously, delivering deadly accurate fire into the ranks of the onrushing enemy. When his ammunition was depleted, he engaged the enemy in hand-to-hand combat until he was killed. Private First Class KAHO'OHANOHANO's heroic stand so inspired his comrades that they launched a counterattack that completely repulsed the enemy. Upon reaching Private First Class KAHO'OHANOHANO's emplacement, friendly troops discovered 11 enemy soldiers lying dead in front of the emplacement and two inside it, killed in hand-to-hand combat. Private First Class KAHO'OHANOHANO's extraordinary heroism and selfless devotion to duty are in keeping with the finest traditions of military service and reflect great credit upon himself, the 7th Infantry Division, and the United States Army
— 

## Награды
Кроме медали Почёта Кахо’оханохано был награждён Пурпурным сердцем, значком боевого пехотинца, медалью «За службу в Корее», медалью за службу национальной обороне, благодарностью президента Корейской республики и медалью «За службу на Корейской войне».

## Комментарии
1. ↑  Первоначально Кахо’оханохано получил крест «За выдающиеся заслуги» за свои действия, но 28 октября 2009 медаль была заменена на более высокую медаль Почёта президентом Бараком Обамой.